# Divisão Sudoeste (NBA)
A Divisão Sudoeste (em inglês:  Southwest Division) é uma das três divisões da Conferência Oeste da National Basketball Association. Foi criada em 2004, a partir de quatro equipes da divisão Meio-Oeste, três do Texas - Dallas Mavericks, Houston Rockets, e San Antonio Spurs - e uma do Tennessee - Memphis Grizzlies, única da Conferência Oeste a estar no leste americano - mais uma que pertencia à Conferência Leste, Divisão Central, o New Orleans Pelicans (então Hornets). A equipe do Spurs é a maior vencedora, vencendo as duas temporadas iniciais e todas menos quatro desde então.

## Campeões de divisão
- 2005: San Antonio Spurs [1]
- 2006: San Antonio Spurs [2]
- 2007: Dallas Mavericks [3]
- 2008: New Orleans Hornets [4]
- 2009: San Antonio Spurs [5]
- 2010: Dallas Mavericks [6]
- 2011: San Antonio Spurs [7]
- 2012: San Antonio Spurs [8]
- 2013: San Antonio Spurs [9]
- 2014: San Antonio Spurs [10]
- 2015: Houston Rockets [11]
- 2016: San Antonio Spurs [12]
- 2017: San Antonio Spurs [13]
- 2018: Houston Rockets [14]
- 2019: Houston Rockets [15]
- 2020: Houston Rockets [16]
- 2021: Dallas Mavericks [17]
- 2022: Memphis Grizzlies [18]
- 2023: Memphis Grizzlies
- 2024: Dallas Mavericks
- 2025: Houston Rockets

## Ranking de títulos da divisão
- 9: San Antonio Spurs
- 5: Houston Rockets
- 4: Dallas Mavericks
- 2: Memphis Grizzlies
- 1: New Orleans Hornets

## Campeões da conferência
- 2005: San Antonio Spurs
- 2006: Dallas Mavericks
- 2007: San Antonio Spurs
- 2011: Dallas Mavericks
- 2013: San Antonio Spurs
- 2014: San Antonio Spurs
- 2018: Houston Rockets

## Campeões da NBA
- 2005: San Antonio Spurs
- 2007: San Antonio Spurs
- 2011: Dallas Mavericks
- 2014: San Antonio Spurs